# Judit Morales Villanueva
Judit Morales i Villanueva és una il·lustradora i artista gràfica catalana. Va néixer a Barcelona l'estiu del 1975 i resideix a Lloret de Vistalegre, Mallorca.
El 1996 va ingressar a l'Escola Pau Gargallo de Badalona, on va estudiar il·lustració. Comença la carrera de Belles Arts a Barcelona però no va arribar a acabar-la. Més tard, va estudiar gravat a la Llotja i pintura a l'Escola de Belles Arts. A la Universitat va conèixer Adrià Gòdia, amb qui ha treballat conjuntament. Ha realitzat nombroses il·lustracions per llibres infantils i juvenils. El 2005 va participar amb altres guardonats del Premi Nacional en l'exposició d'il·lustradors Miradas en torno al Quijote a la Fira del Llibre Infantil de Bolonya, quan Espanya era el país invitat.

## Premis
Els seus treballs han sigut guardonats amb diversos premis d'il·lustració:
- Premi Lazarillo, 1998: No eres más que una pequeña hormiga.[4]
- Premi Internacional d'il·lustració de la Fundació de Santa María, 1998: El vuelo del señor Popol, junts amb Adrià Gòdia.[2]
- Premi Nacional d'il·lustració, 2001: No eres más que una pequeña hormiga[5]

## Obra seleccionada
- Alcántara, Ricardo; Morales i Vilanueva, Judit (il·l.); Gódia i Moragues, Adrià (il·l.). L'ós que volia deixar de ser petit.  Lleida: Pagès, 2016, p. 50. ISBN 9788499757322.
- Neira Cruz, Xosé Antonio; Morales i Villanueva, Judit (il·l.). La Violeta no és violeta.  Madrid: Macmillan Infantil i Juvenil, 2009. ISBN 9788479423971.
- Morales i Villanueva, Judit; Gòdia, Adrià. La volta al món en 80 contes.  Llançalletres Editorial, p. 175. ISBN 978-8496895140.
- Lluch i Girbés, Enric; Morales i Vilanueva, Judit (il·l.). Contes arran de terra. 2a. ed 2008.  Barcelona: Cadí, 1999, p. 72. ISBN 9788447440139.